# 셔더
셔더(Shudder)는 AMC 네트웍스에서 운영하는 구독 주문형 비디오(SVOD) 스트리밍 서비스이다. 공포, 스릴러 장르 콘텐츠를 주로 배급한다.